# Diocesi di Azogues
La diocesi di Azogues (in latino: Dioecesis Azoguensis) è una sede della Chiesa cattolica in Ecuador suffraganea dell'arcidiocesi di Cuenca. Nel 2022 contava 254.500 battezzati su 260.500 abitanti. È retta dal vescovo Oswaldo Patricio Ventimilla Cabrera.

## Territorio
La diocesi comprende la provincia ecuadoriana di Cañar.
Sede vescovile è la città di Azogues, dove si trova la cattedrale di San Francesco.
Il territorio si estende su 4.515 km² ed è suddiviso in 31 parrocchie.

## Storia
La diocesi è stata eretta il 26 giugno 1968 con la bolla Quo magis Christi fidelium di papa Paolo VI, ricavandone il territorio dall'arcidiocesi di Cuenca.
Il 12 ottobre 1970, con la lettera apostolica Quae sit Azoguensis, lo stesso papa Paolo VI ha proclamato la Beata Maria Vergine, venerata con il titolo del Cuore Immacolato, patrona principale della diocesi.

## Cronotassi dei vescovi
Si omettono i periodi di sede vacante non superiori ai 2 anni o non storicamente accertati.
- José Gabriel Diaz Cueva † (26 giugno 1968 - 29 aprile 1975 nominato vescovo ausiliare di Guayaquil)
- Raúl Eduardo Vela Chiriboga † (29 aprile 1975 - 8 luglio 1989 nominato ordinario militare in Ecuador)
- Clímaco Jacinto Zarauz Carrillo † (2 marzo 1990 - 14 febbraio 2004 ritirato)
- Carlos Anibal Altamirano Argüello † (14 febbraio 2004 - 25 settembre 2015 deceduto)
- Oswaldo Patricio Ventimilla Cabrera, dal 25 giugno 2016

## Statistiche
La diocesi nel 2022 su una popolazione di 260.500 persone contava 254.500 battezzati, corrispondenti al 97,7% del totale.
| anno | popolazione | popolazione | popolazione | presbiteri | presbiteri | presbiteri | presbiteri                | diaconi | religiosi | religiosi | parrocchie |
| anno | battezzati  | totale      | %           | numero     | secolari   | regolari   | battezzati per presbitero | diaconi | uomini    | donne     | parrocchie |
| ---- | ----------- | ----------- | ----------- | ---------- | ---------- | ---------- | ------------------------- | ------- | --------- | --------- | ---------- |
| 1970 | 163.000     | 163.000     | 100,0       | 31         | 20         | 11         | 5.258                     |         | 19        | 86        | 20         |
| 1976 | 145.000     | 147.463     | 98,3        | 26         | 12         | 14         | 5.576                     |         | 19        | 45        | 21         |
| 1980 | 174.000     | 178.000     | 97,8        | 24         | 11         | 13         | 7.250                     |         | 21        | 62        | 22         |
| 1990 | 205.315     | 209.505     | 98,0        | 29         | 19         | 10         | 7.079                     |         | 21        | 60        | 24         |
| 1999 | 219.826     | 231.396     | 95,0        | 51         | 26         | 25         | 4.310                     |         | 22        | 65        | 26         |
| 2000 | 222.023     | 233.709     | 95,0        | 34         | 26         | 8          | 6.530                     |         | 17        | 56        | 26         |
| 2001 | 224.243     | 236.046     | 95,0        | 28         | 27         | 1          | 8.008                     |         | 11        | 74        | 28         |
| 2002 | 196.605     | 206.953     | 95,0        | 37         | 28         | 9          | 5.313                     |         | 16        | 61        | 28         |
| 2003 | 198.570     | 209.022     | 95,0        | 34         | 27         | 7          | 5.840                     |         | 14        | 63        | 28         |
| 2004 | 200.556     | 211.112     | 95,0        | 31         | 25         | 6          | 6.469                     |         | 13        | 63        | 28         |
| 2006 | 208.000     | 210.000     | 99,0        | 36         | 33         | 3          | 5.777                     |         | 10        | 56        | 33         |
| 2012 | 218.000     | 225.184     | 96,8        | 35         | 35         |            | 6.228                     |         | 10        | 65        | 30         |
| 2015 | 230.000     | 235.000     | 97,9        | 42         | 35         | 7          | 5.476                     |         | 15        | 58        | 32         |
| 2018 | 240.675     | 245.915     | 97,9        | 44         | 35         | 9          | 5.469                     |         | 10        | 65        | 31         |
| 2020 | 247.500     | 253.000     | 97,8        | 36         | 36         |            | 6.875                     |         | 10        | 60        | 31         |
| 2022 | 254.500     | 260.500     | 97,7        | 36         | 36         |            | 7.069                     |         | 10        | 60        | 31         |